# 托尔斯泰广场

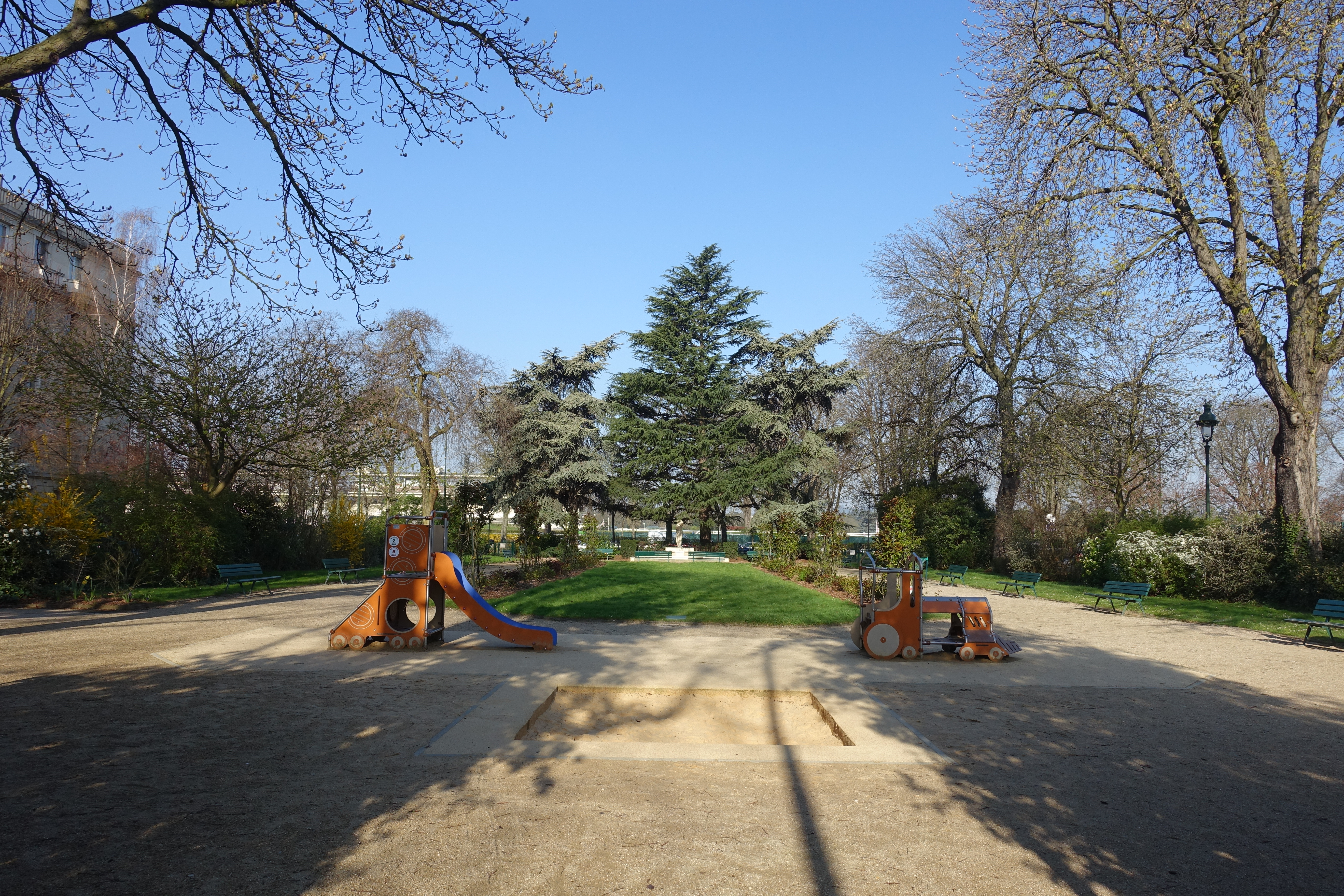
托尔斯泰广场

托尔斯泰广场（Square Tolstoï）是巴黎十六区的一个花园广场，周边是布洛涅林苑（bois de Boulogne）和絮歇大道（Boulevard Suchet），于贝尔·利奥泰大街（avenue du Maréchal-Lyautey）1号以及弗朗谢·德斯佩雷元帅大街（Avenue du Maréchal-Franchet-d'Espérey）。长68米，宽54米。
附近的地铁站是巴黎地铁10号线的奥特伊门站（Porte d'Auteuil）。

## 名称
这个广场得名于俄国小说家列夫·托爾斯泰（1828-1910年）。

## 历史
托尔斯泰广场开辟于1934年，命名于1934年8月14日。此处原为梯也尔城墙的第61号堡垒。

## 建筑
- 列夫·托爾斯泰半身像装点广场的一侧。
- 喷泉的女性雕塑是夏尔·乔治·卡苏（Charles Georges Cassou）的作品。

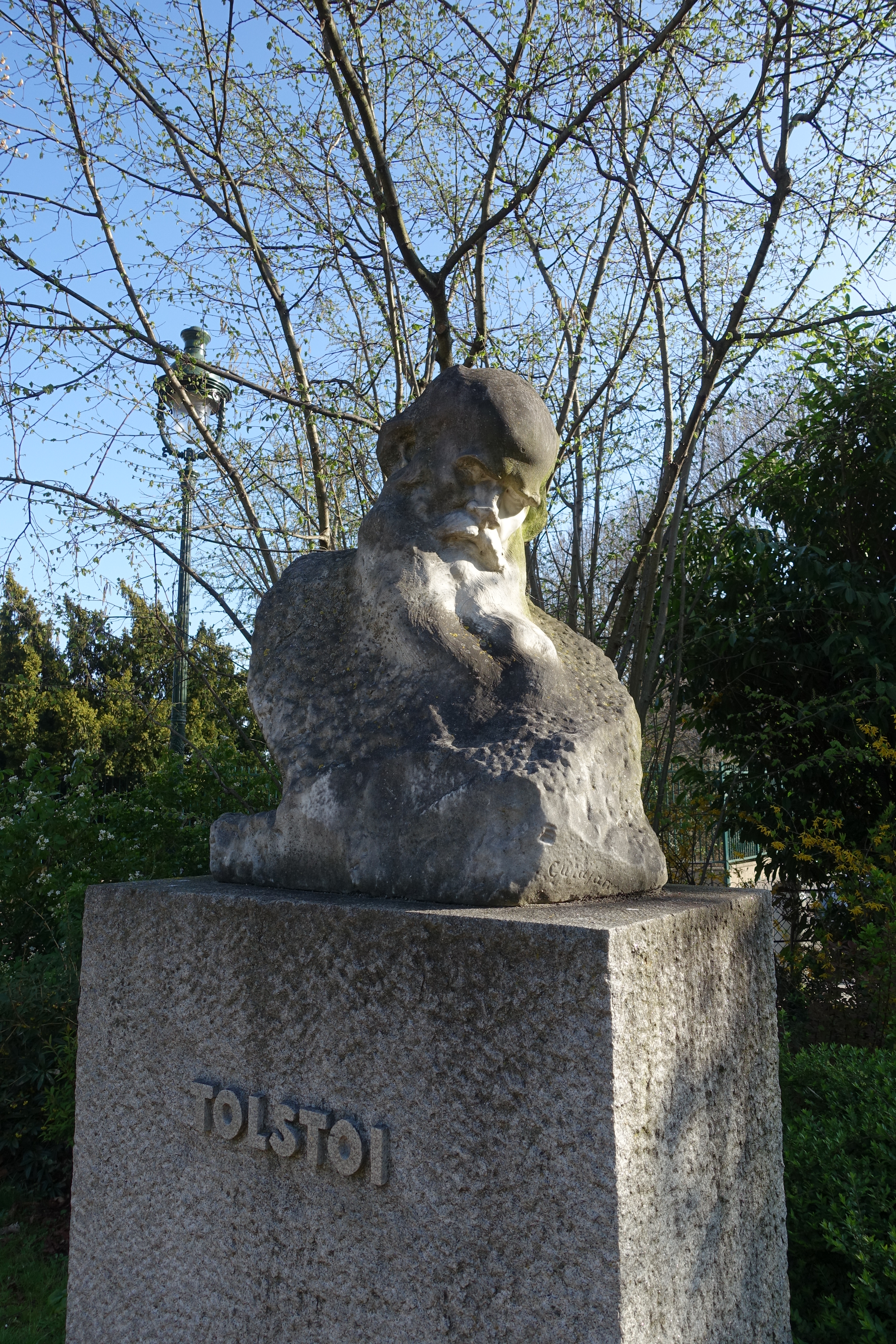
列夫·托爾斯泰半身像
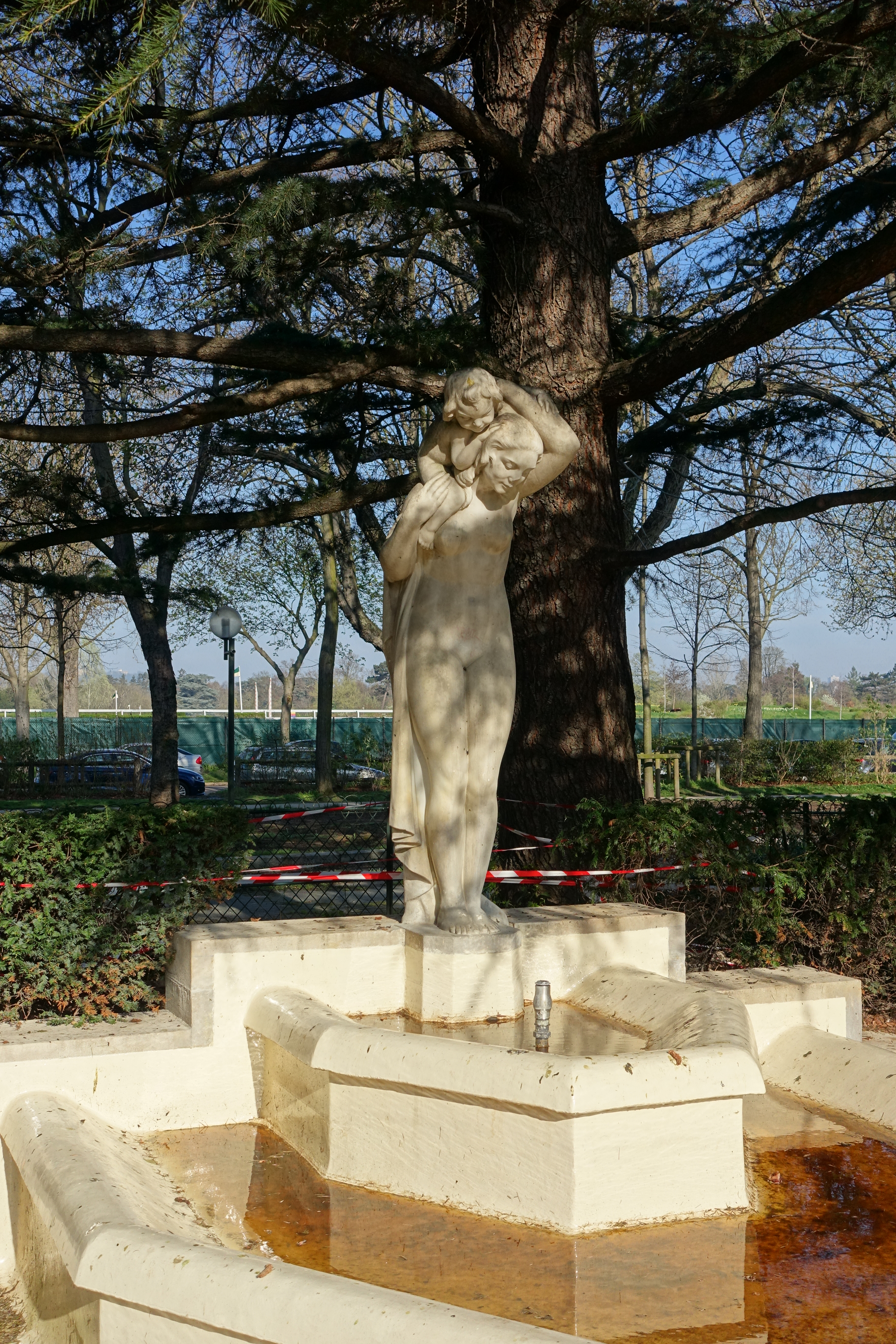
托尔斯泰广场喷泉
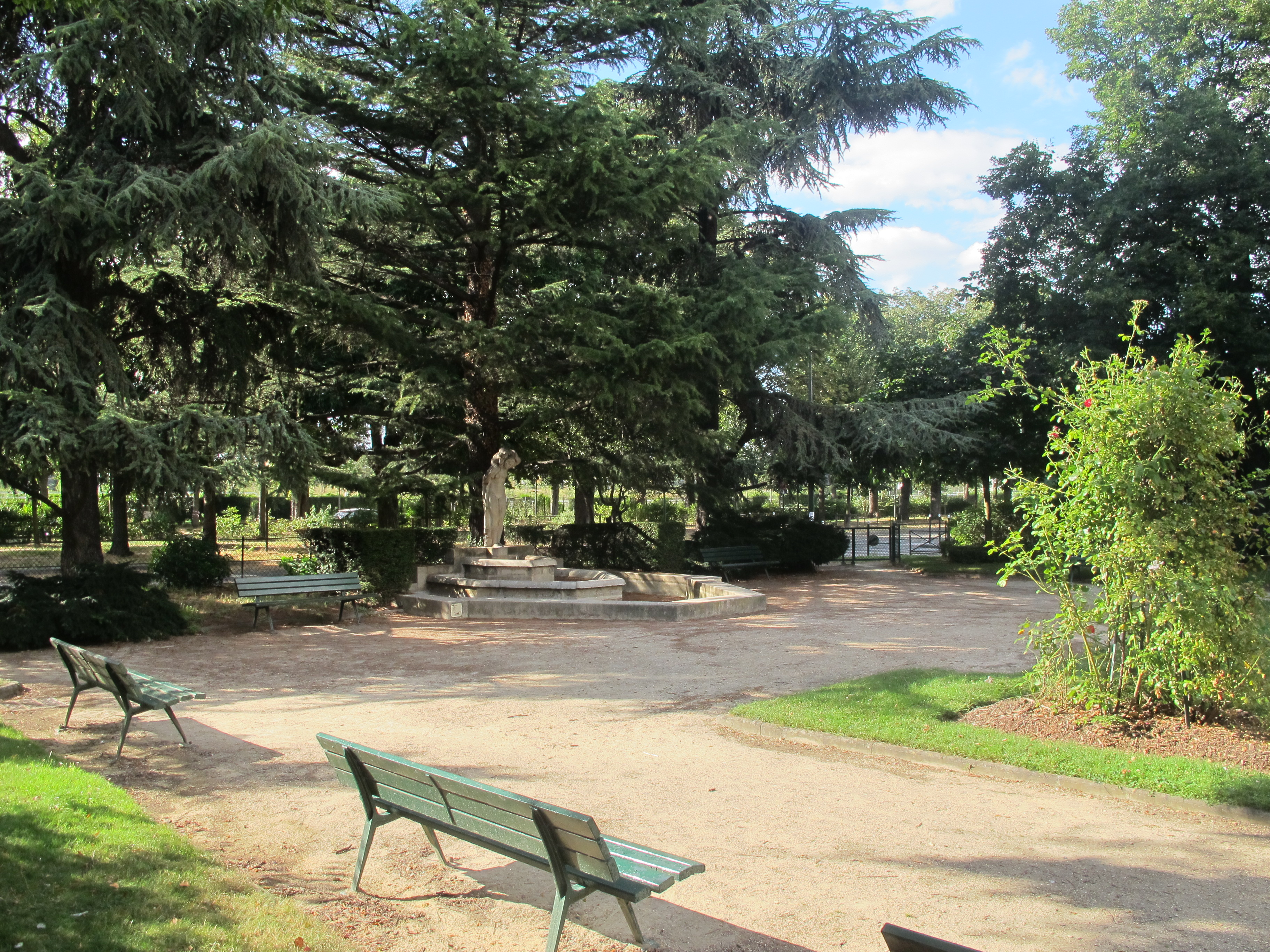